# Hi-Lo Country
Hi-Lo Country (Originaltitel: The Hi-Lo Country, Alternativtitel: Hi-Lo Country – Im Land der letzten Cowboys) ist ein US-amerikanisch-britisches Filmdrama von Stephen Frears, das 1998 produziert wurde. Die Handlung beruht auf einem Roman von Max Evans.

## Handlung
Die Cowboys Big Boy Matson und Pete Calder freunden sich kurz vor dem Zweiten Weltkrieg an. Nach dem Krieg arbeiten sie für den Ranchbetreiber Hoover Young. Sie konkurrieren mit dem Großbetrieb von Jim Ed Love, der das Vieh mit industriellen Methoden züchtet.
Beide Männer verlieben sich in die verheiratete Mona Birk, doch Mona entscheidet sich für Big Boy. Als Hoover stirbt, übernimmt Big Boy seine Ranch. Schließlich wird Big Boy von seinem jüngeren Bruder Little Boy, der sich von Big Boy bevormundet und gedemütigt fühlt, erschossen. Die Tat wird als Selbstverteidigung dargestellt, da Little Boy das einzig verbliebene Familienmitglied ist, das seine Mutter noch ernähren kann. Pete Calder droht Little Boy, die Erinnerung an dessen Bruder nicht zu beschmutzen, bevor er nach Kalifornien zieht.

## Kritiken
Kenneth Turan lobte in der Los Angeles Times das Spiel von Billy Crudup, Woody Harrelson, Patricia Arquette und Penélope Cruz. Er lobte ebenfalls die Bilder.
Desson Howe kritisierte in der Washington Post das Spiel von Woody Harrelson und Billy Crudup. Er schrieb, dass der Film nicht apologetisch sei.
Das Lexikon des internationalen Films schreibt: „In rohem, archaischem Tonfall erzählt, überzeugt dieses in seiner Anlage konventionelle Psychodrama durch die Wucht seiner Landschaftsfotografie und die Einbindung in die Ästhetik existentialistischer Spätwestern.“

## Auszeichnungen
- Billy Crudup gewann 1998 den National Board of Review Award.
- Walon Green gewann 1999 den Western Writers of America Award.
- Der Film gewann 1999 den Western Heritage Award.
- Stephen Frears gewann den Silbernen Bären und wurde für den Goldenen Bären auf der Berlinale 1999 nominiert.
- Enrique Castillo, Penélope Cruz und Katy Jurado wurden 1999 für den ALMA Award nominiert.
- Die Deutsche Film- und Medienbewertung FBW in Wiesbaden verlieh dem Film das Prädikat besonders wertvoll.